# Mesosemia mosera
Mesosemia mosera is een vlindersoort uit de familie van de prachtvlinders (Riodinidae), onderfamilie Riodininae.
Mesosemia mosera werd in 1860 beschreven door Hewitson.